# Museo dell'esercito di Žižkov
Il museo dell'Esercito di Žižkov si trova nel quartiere catastale omonimo, Žižkov, più precisamente ai piedi del colle Vítkov, entro i limiti della giurisdizione della capitale della Repubblica Ceca, Praga.
Il museo si occupa di rendere all'esposizione cimeli storici provenienti da una fascia temporale che comprende il periodo austro-ungarico della Grande Guerra, il periodo interbellico tra le due guerre mondiali con la Cecoslovacchia, quello della Seconda Guerra Mondiale ed infine il periodo di persecuzioni verso i militari cecoslovacchi che segue il golpe comunista del 1948.

## Storia

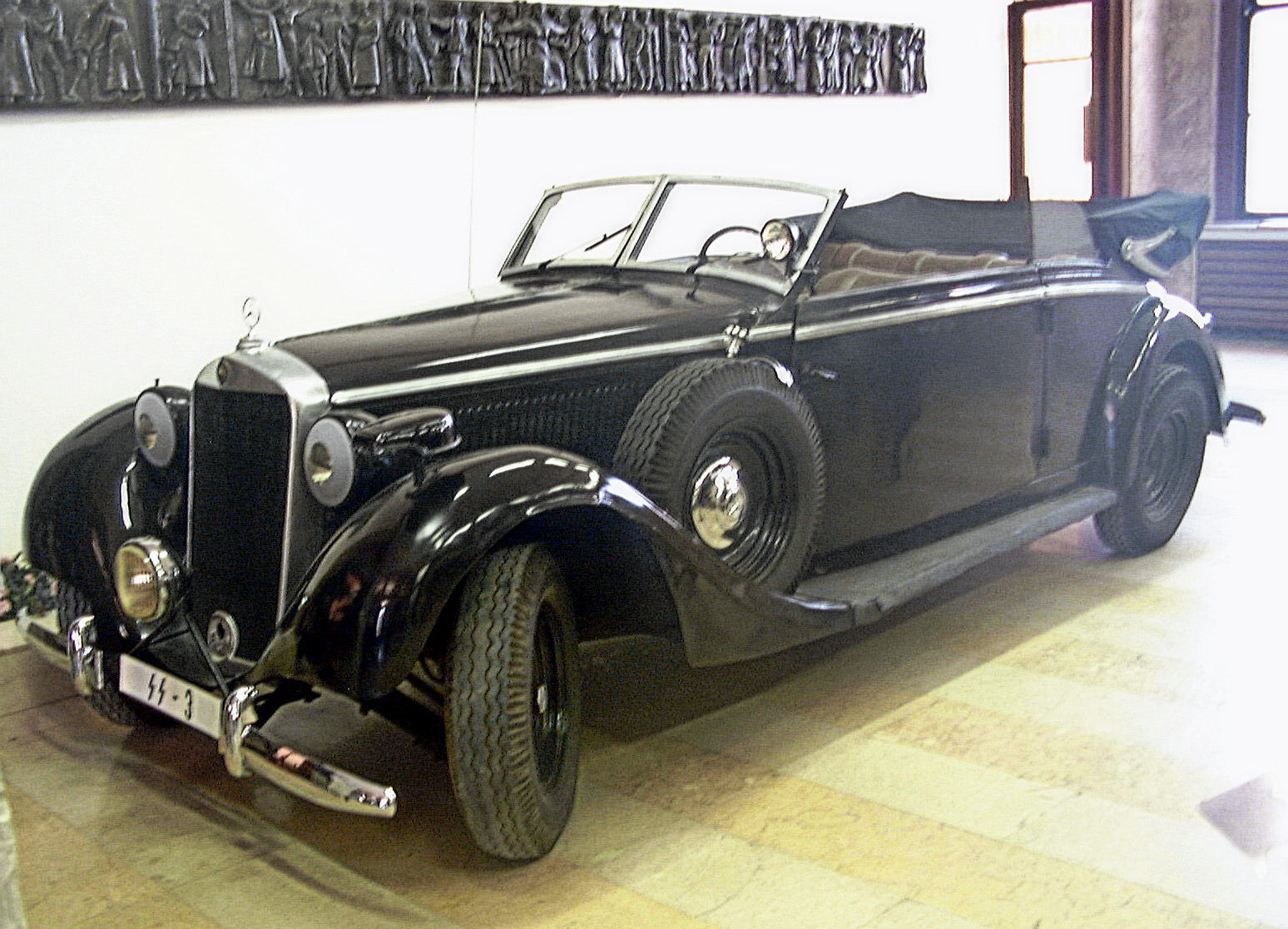
L'automobile su cui viaggiava Reinhard Heydrich al momento del fatale attentato da parte della resistenza ceca, esposta al museo.

Costruito fra il 1927 ed il 1929 sotto progetto dell'architetto cecoslovacco Jan Zázvorka (1884-1963), il centro museale di Žižkov ha subito vari interventi nel corso del tempo che ne hanno cambiato varie volte la natura, come l'occupazione nazista della Gestapo che ne ha provocato la temporanea trasformazione in museo militare tedesco o i trasferimenti e le razzie del secondo dopoguerra, arrivando a farlo aprire ufficialmente solo nel 1950, anziché come designato dall'inizio nel 1938, come centro per la divulgazione della cultura e del pensiero comunista (essendo la nazione sotto regime comunista dal colpo di stato del 1948), per poi passare ad esporre per l'esercito cecoslovacco. Dopo la caduta del comunismo ceco, avvenuta nel 1989, il museo ha visto una rinascita come detentore della storia della resistenza ceca e odiernamente è composto da varie unità che spaziano per tutta la storia della Repubblica Ceca.